# Хаггоша, Хосро
Хосро Хаггоша (перс. خسرو حق‌گشا‎; 5 января 1948 — 30 октября 2003) — иранский велогонщик, выступавший на шоссе и треке. Участник летних Олимпийских игр 1972 и 1976 годов, серебряный и бронзовый призёр летних Азиатских игр 1970 и 1974 годов.

## Биография
Хосро Хаггоша родился 5 января 1948 года.
В 1970 году завоевал две медали на летних Азиатских играх в Бангкоке: серебро в шоссейной командной гонке с раздельным стартом и бронзу в трековой командной гонке преследования на 4000 метров.
В 1972 году вошёл в состав сборной Ирана на летних Олимпийских играх в Мюнхене. На шоссе в командной гонке на 100 км с раздельным стартом команда Ирана, за которую также выступали Мохамед Ходаванд, Голам Хоссейн Кухи и Бехруз Рахбар, заняла 32-е место, показав результат 2 часа 34 минуты 30,7 секунды, уступив 23 минуты 12,9 секунды завоевавшей золото сборной СССР. На треке в индивидуальной гонке преследования на 4000 метров занял в квалификации 25-е место с результатом 5 минут 22,98 секунды, уступив 26,66 секунды попавшему в четвертьфинал с 8-го места Луису Диасу из Колумбии. В командной гонке преследования на 4000 метров сборная Ирана, за которую также выступали Ходаванд, Кухи и Рахбар, заняла в квалификации последнее, 22-е место с результатом 5.10,80, уступив 39,37 секунды попавшей в четвертьфинал с 8-го места команде Болгарии.
В 1974 году завоевал две медали на треке на летних Азиатских играх в Тегеране: серебро в командной гонке преследования на 4000 метров, бронзу в индивидуальной гонке преследования на 4000 метров.
В 1976 году вошёл в состав сборной Ирана на летних Олимпийских играх в Монреале. На шоссе в командной гонке на 100 км с раздельным стартом команда Ирана, за которую также выступали Асгар Ходайяри, Хассан Арьянфард и Голам Хоссейн Кухи, заняла 24-е место с результатом 2:28.25, уступив 19 минут 32 секунды завоевавшей золото сборной СССР.